# تعديلات الكونغرس

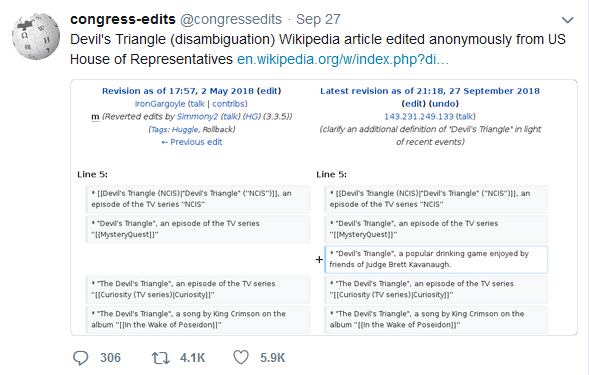
مثال على تغريدة من @congressedits، وهو بوت تويتر سابق كان يُدرج تعديلات أعضاء الكونغرس الأمريكي على ويكيبيديا. تُظهر هذه التغريدة تحديدًا تعديلًا على مثلث الشيطان (توضيح) يُهين قاضي المحكمة العليا بريت كافانو.

تعديلات الكونغرس (بالإنجليزية: CongressEdit) ويُعرف أيضا باسم @congressedits، هو حساب آلي على تويتر تم إنشاؤه في مايو/أيار 2014؛ حيث يقوم بنشر تغريدات عبارة عن التغييرات التي تتم على مقالات ويكيبيديا من خلال عناوين آي بي تابعة للكونغرس الأمريكي. التغييرات التي تظهر في الحساب هي التغييرات التي تتم في الموسوعة من خلال استخدام كمبيوتر ونطاق آي بي تابع للكونغرس، والتي عادة ما يقوم بها الموظفين في المجلس فضلا عن الزوار مثل الصحفيين، السياح وما إلى ذلك.

## التاريخ
برنامج تعديلات الكونغرس تم تطويره ويتم إدارته من قبل إد سامرز، وكان هذا الأخير قد استلهم الفكرة من صديقه الذي تحدث له عن التعديلات التي تُجرى من برلمان المملكة المتحدة. ومنذ ذلك الحين وبوتات مجموعة من الدول تحاول اسلتهام نفس الفكرة على غرار بوت في أستراليا،  كندا، جنوب أفريقيا، سويسرا، هولندا، إسرائيل، شيلي،  إيطاليا، واليونان. وكان سامرز قد صرح أن «برنامج تعديلات الكونغرس لم يأتي لفضح أعضاء الكونغرس أو التقليل منهم ومن مساهماتهم.» وشدد على أنه لا يرى مشكلة في تعديل السياسي لمقالته بنفسه من خلال تغيير حزبه من ديمقراطي إلى مستقل على سبيل المثال. وفي نهاية المطاف، قال أنه يود أن يرى موظفي الكونغرس يسجلون حسابا لهم في ويكيبيديا، ويعرفون بأنفسهم ثم يستخدمون معرفتهم في خدمة التاريخ وفي خدمة البشرية بل وفي جعل ويكيبيديا أفضل.
تغريدات الحساب الآلي منذ 6 نوفمبر 2017 أصبحت تتضمن فرق التعديلات.

## شفرة المصدر
تم تطوير البوت من خلال برمجيات مفتوحة المصدر، حيث تمت برمجته لعرض كل التعديلات التي تتم من مستخدمين مجهولين من خلال نطاق آي بي تابع للكونغرس، وقد اعتمد في تطوير البرنامج على كل من نود.جي إس وكافي سكريبت.

## الجدل
في 25 يوليو 2014، صرح جيمي ويلز أحد مؤسسي ويكيبيديا لمراسل بي بي سي أن حساب تعديلات الكونغرس (@congressedits) على تويتر قد يؤدي إلى نتائج عكسية أو بالأحرى سلبية. مشيرا إلى أن إداريي الموسوعة يقومون أحيانا بحظر نطاقات الآيبي لسبب من الأسباب، ويخشى أن يتم حظر نطاق المجلس؛ كما حصل في 24 تموز/يوليو من نفس السنة عندما تم منع نطاق مشترك من التحرير والتعديل في الموسوعة مما أدى إلى منع نطاق مجلس النواب الأمريكي أيضا.
حساب تعديلات الكونغرس كان له الفضل عندما كشف عن تعديلات تمت يوم 10 ديسمبر 2014 من خلال أحد أعضاء مجلس الشيوخ على مقالة تتحدث عن التعذيب الذي تُمارسه وكالة المخابرات المركزية، حيث قام المستخدم المجهول بحذف معظم العبارات التي تُشير إلى «التعذيب»، ثم وضع في الوصف جملة «إزالة التحيز»؛ ومع ذلك، فقد تم استرجاع التعديل بسرعة.
في عام 2017، كشف البوت عن العديد من حالات التخريب التي تمت من قبل أعضاء الكونغرس؛ ، بدءا من التعليق على ثقافة البوب مرورا إلى إدراج معلومات موثقة ومثيرة للجدل حول الوضع المعيش للناس، ووصولا إلى تعديلات في مقالات السياسيين والمعارضين.